# Jori Mørkve
Jori Mørkve, née le 29 décembre 1980, à Voss est une biathlète norvégienne.

## Carrière
Elle a débuté en Coupe du monde en 2001 et a obtenu ses premiers résultats significatifs durant la saison 2006/2007 avec un podium en relais, ce qui lui a valu d'être sélectionnée aux Championnats du monde d'Antholz-Anterselva et de disputer les relais mixte et féminin, remportant à chaque fois la médaille de bronze.
Sa dernière saison internationale a lieu en 2015-2016.

## Palmarès

### Championnats du monde
| Mondiaux \ Épreuve      | Individuel | Sprint   | Poursuite | Départ groupé | Relais                    | Relais mixte              |
| 2006 Pokljuka           | JO Turin   | JO Turin | JO Turin  | JO Turin      | JO Turin                  | 23e                       |
| 2007 Antholz-Anterselva | —          | —        | —         | —             | Médaille de bronze, monde | Médaille de bronze, monde |
| 2011 Khanty-Mansiïsk    | 79e        | —        | —         | —             | —                         | —                         |

Légende :

 : première place, médaille d'or

 : deuxième place, médaille d'argent

 : troisième place, médaille de bronze

 : épreuve inexistante à cette date

— : Jori Mørkve n'a pas participé à cette épreuve

En raison des Jeux olympiques de Turin, la seule épreuve disputée aux mondiaux de Pokljuka 2006 est le relais mixte, épreuve qui ne figure au programme des Jeux olympiques.

### Coupe du monde
- Meilleur classement général : 57e en 2007.
- Meilleur résultat individuel : 18e.
- 2 podiums en relais et 1 podium en relais mixte : 3 troisièmes places.

### IBU Cup
- 3e en 2013.
- 1 victoire.